# Али-Байрамлинский район
Али-Байрамлинский район (азерб. Əli-Bayramlı rayonu / Әли-Бајрамлы рајону) — единица административного деления Азербайджанской ССР, существовавшая в 1930—1963 годах. Административный центром района — город Али-Байрамлы.

## История
Район был образован 8 августа 1930 года. Центром района стал город Али-Байрамлы.
24 января 1939 года 5 сельсоветов Али-Байрамлинского района были переданы в Кази-Магомедский район.
В 1952—1953 годах входил в состав Бакинской области.
4 декабря 1959 года к Али-Байрамлинскому району был присоединён Кази-Магомедский район.
По данным 1961 года район включал 2 город (Али-Байрамлы и Кази-Магомед), 1 посёлок городского типа (Карачала) и 16 сельсоветов (Азадкендский, Атбулакский, Владимировский, Гюдаджюгюрский, Калиновский, Карабаглинский, Карасуинский, Минбашинский, Мораилинский, Мугангянджаянский, Навагинский, Ранджбарский, Удуллинский, Халаджский, Чельбешдалинский и Шыхсалахлинский)
4 января 1963 года Али-Байрамлинский район был упразднён, а его территория передана в Сабирабадский и Сальянский районы, а также в подчинение горсовету Али-Байрамлы.

## Население
По данным переписи 1939 года, в Али-Байрамлинском районе проживало 34 734 чел. Национальный состав района был таким: азербайджанцы — 76,4 %, русские — 18,0 %, украинцы — 2,1 %, лезгины — 1,1 %. По данным переписи 1959 года, в районе проживало 76 446 чел..